# Внутрішньобудинкові системи
Внутрішньобудинко́ві систе́ми — мережі, арматура на них, прилади та обладнання, засоби обліку та регулювання споживання житлово-комунальних послуг, які знаходяться в межах будинку, споруди; системи протипожежного захисту. 
Техні́чне обла́днання багатокварти́рного буди́нку  — інженерні комунікації та технічні пристрої, які необхідні для забезпечення санітарно-гігієнічних умов та безпечної експлуатації квартир загальні будинкові мережі тепло-, водо-, газо-, електропостачання, бойлерні та елеваторні вузли, сміттєпроводи, обладнання протипожежної безпеки, вентиляційні канали та канали для димовидалення, обладнання ліфтів, центральних розподільних щитів електропостачання, елеваторних вузлів, а також елементи благоустрою території.